# Поверхня Альвена
Поверхня Альвена — границя, що відділяє зоряну корону від зоряного вітру. Її визначають як межу, на якій Альвенівська швидкість дорівнює швидкості зоряного вітру. Вона названа на честь Ганнеса Альвена й також відома під назвами критична поверхня Альвена, точка Альвена або радіус Альвена. У 2018 році сонячний зонд Parker Solar Probe став першим космічним апаратом, який перетнув сонячну поверхню Альфвена.

## Визначення

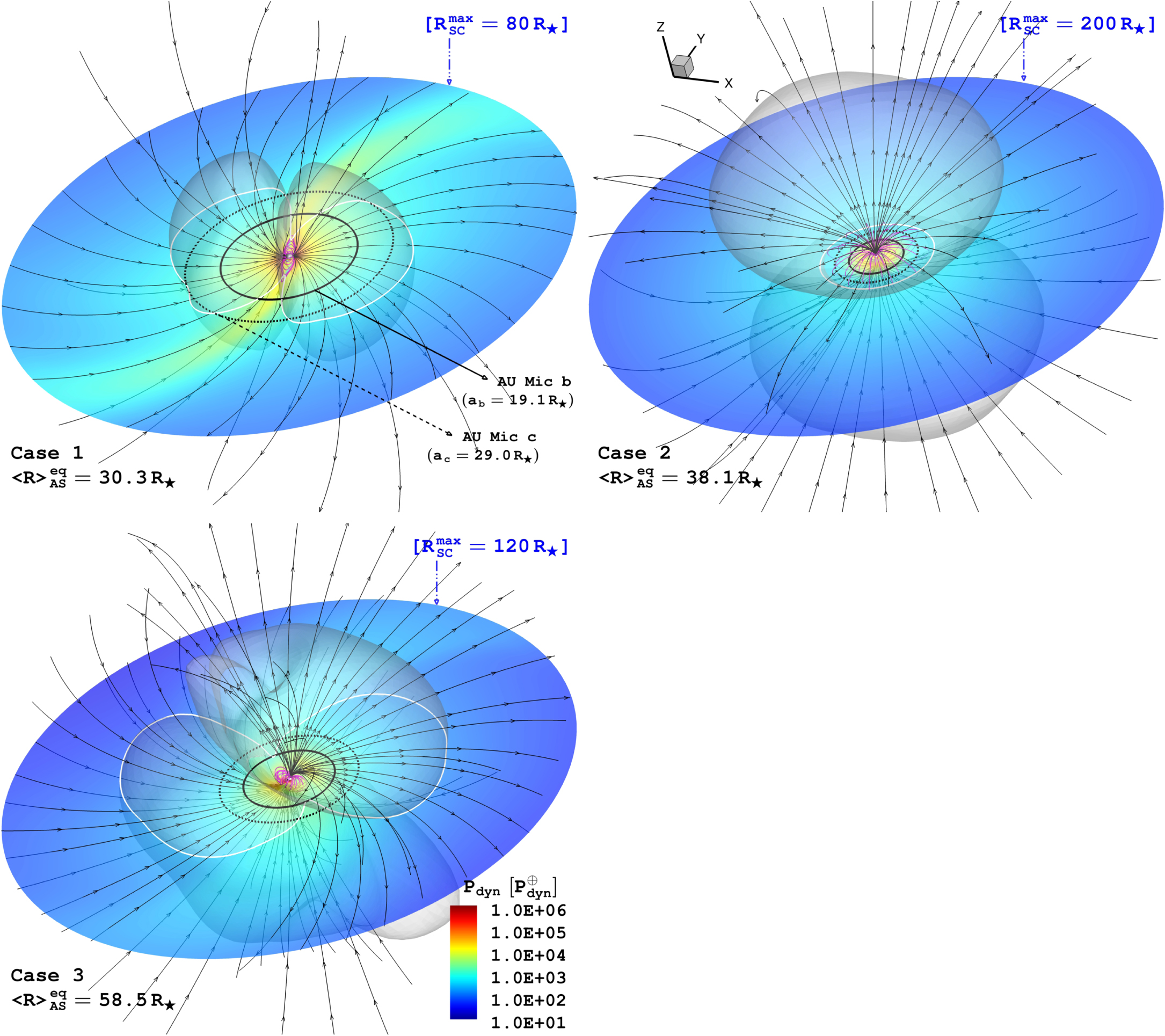
Моделювання зоряного вітру від зорі AU Мікроскопа. Напівпрозора тінь показує поверхню Альвена зоряного вітру.

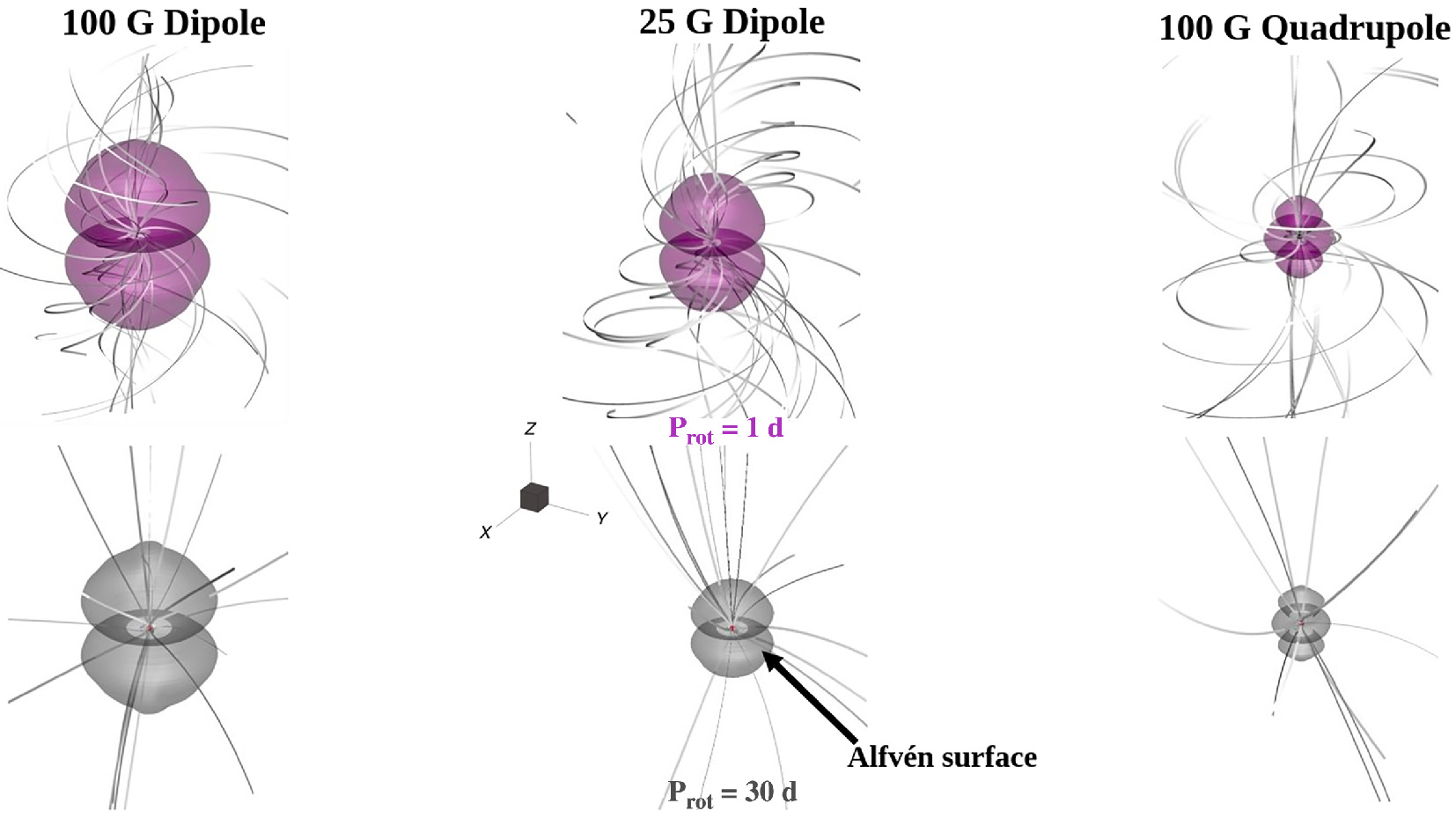
Вплив напруженості магнітного поля та геометрії на поверхню Альвена.

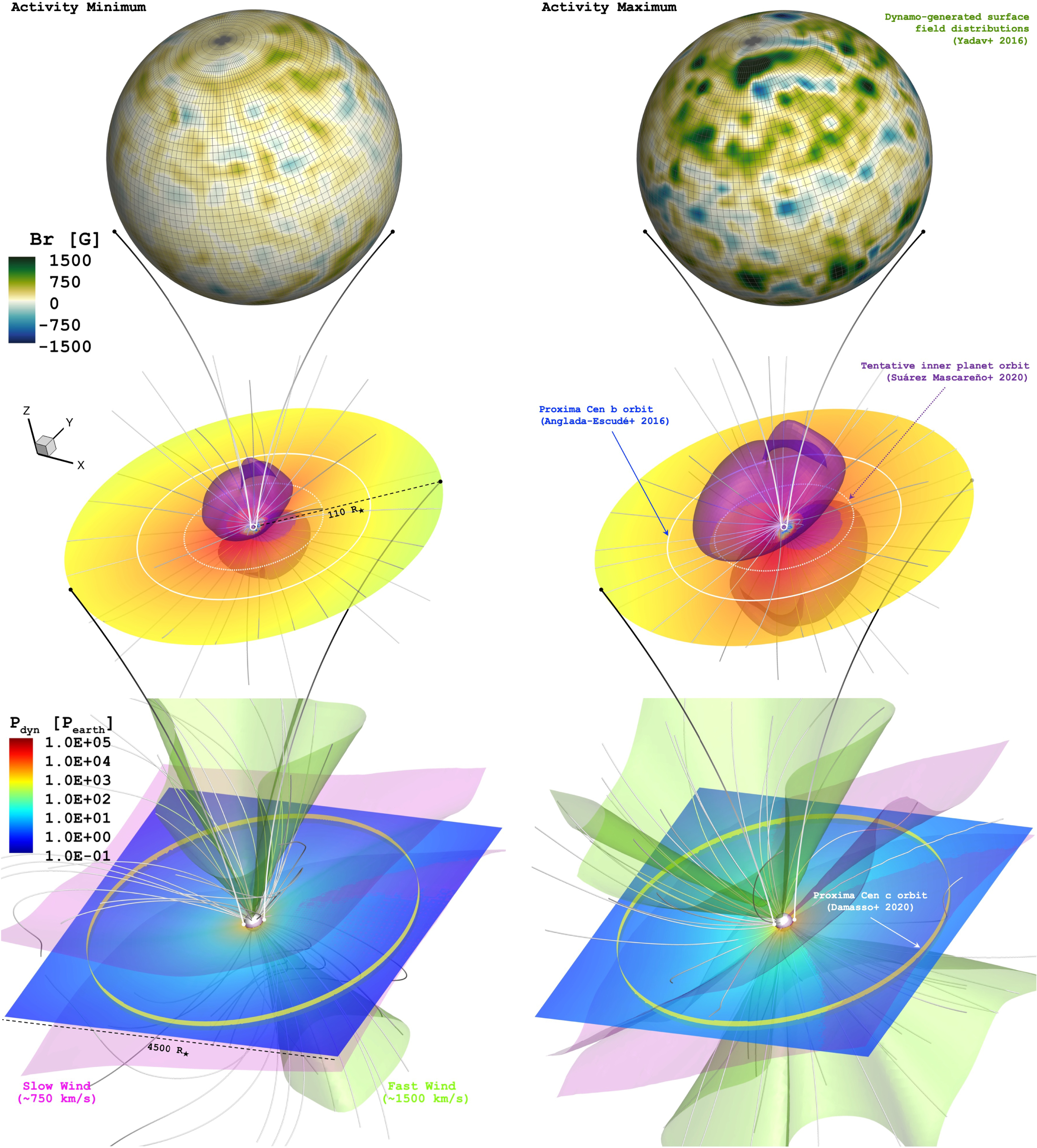
Моделювання зоряного вітру для системи Проксима Центавра. Фіолетова ізоповерхня відповідає поверхні Альвена зоряного вітру.

Зорі не мають твердої поверхні. Натомість вони мають гарячу протяжну атмосферу, зв'язану із зорею гравітацією та магнітними силами. Зоряна корона простягається далеко за межі фотосфери, і її вважають зовнішньою межею зорі. За короною починається зоряний вітер. Межа між ними визначається відстанню, на якій збурення зоряного вітру не можуть поширюватися назад до зорі. Це відбувається, коли швидкість витоку зоряного вітру перевищує швидкість «звуку», тобто число Маха перевищує 1. Відстань, на якій це відбувається, утворює нерівну поверхню навколо зорі, яку називають поверхнею Альвена. Її також можна приблизно описати як місце, де гравітація та магнітні поля занадто слабкі, щоб стримувати тепло та тиск, що відштовхують матеріал від зорі. За визначенням, на цій поверхні закінчується зоряна атмосфера й починається зоряний вітер.

Адхікарі, Занк і Жао (2019) визначають поверхню Альвена як:
місце, де швидкість великомасштабного сонячного вітру {\displaystyle U} і альвенівська швидкість {\displaystyle V_{\text{A}}} рівні, і таким чином вона відділяє доальвенівський корональний потік | {\displaystyle U} |≪| {\displaystyle V_{\text{A}}} | від надальвенівського потоку сонячного вітру | {\displaystyle U} |≫| {\displaystyle V_{\text{A}}} |
ДеФорест, Говард та Маккомас (2014) визначають поверхню Альвена так:
природна межа, що позначає причинно-наслідковий роз'єднання окремих пакетів плазми та магнітного потоку від самого Сонця. Поверхня Альвена — це місце, де радіальний рух прискореного сонячного вітру перевищує радіальну альвенівську швидкість, і тому будь-яке зміщення матеріалу не може перенести інформацію назад у корону. Таким чином, це природна зовнішня межа сонячної корони та внутрішня межа міжпланетного простору.
Поверхня Альвена розділяє доальвенівський та надальвенівський режими зоряного вітру, а зоряний вітер, у свою чергу, впливає на структури магнітосфер та іоносфер усіх планет зоряної системи. Також указують, що поверхня Альвена може слугувати внутрішньою межею зони життя зорі. Поверхня Альвена знаходиться приблизно на 10–30 радіусах зорі.

## Дослідження
Дослідники не були впевнені, де саме знаходиться сонячна критична поверхня Альвена. За зображеннями корони оцінювали, що вона знаходиться на відстані від 10 до 20 сонячних радіусів від поверхні Сонця. 28 квітня 2021 року, під час свого восьмого прольоту навколо Сонця, зонд НАСА Parker Solar Probe зустрів специфічні властивості магнітних полів і заряджених частинок на відстані 18,8 сонячних радіусів, що вказувало на проходження крізь поверхню Альвена. Зонд виміряв плазмове середовище сонячного вітру за допомогою своїх приладів FIELDS та SWEAP. Цю подію НАСА описало як «дотик до Сонця». Під час прольоту зонд Parker Solar Probe кілька разів входив у корону та виходив з неї. Це підтвердило передбачення про те, що критична поверхня Альвена не має форми гладкої кулі, а має шипи та западини, які збурюють її поверхню.
28 квітня 2021 року Parker Solar Probe на 13 млн км над фотосферою перетнув критичну поверхню Альвена й увійшов в атмосферу Сонця на 5 годин досягнувши регіонів з альвенівським числом Маха 0,79 та магнітним тиском, що домінує як над іонним, так і над електронним тиском. Магнітне картографування свідчить, що цей регіон був стабільним потоком, що виникав на швидко розширюваних лініях коронального магнітного поля, розташованих над псевдострімером. Субальвенівська природа потоку може бути зумовлена пригніченням магнітного перез'єднання біля основи псевдострімера, про що свідчать надзвичайно низькі густини в цій області та картування магнітного поля.